# NCAA Division I Tennis Championships 2018
Die NCAA Division I Tennis Championships 2018 waren ein Turnier im US-amerikanischen College Tennis, welches vom 18. bis zum 28. Mai 2018 in Winston-Salem, North Carolina auf den Plätzen der Wake Forest University ausgetragen wurde. Die ersten beiden Runden der Mannschaftsmeisterschaften wurden bereits zwischen dem 11. und dem 13. Mai an verschiedenen Orten in den USA gespielt.

## Herrenmannschaftsmeisterschaften
| Nr. | Spieler           | Erreichte Runde |
| --- | ----------------- | --------------- |
| 01. | Wake Forest       | Sieg            |
| 02. | UCLA              | Halbfinale      |
| 03. | Ohio State        | Finale          |
| 04. | Stanford          | 2. Runde        |
| 05. | Texas A&M         | Halbfinale      |
| 06. | Mississippi State | Viertelfinale   |
| 07. | North Carolina    | Achtelfinale    |
| 08. | Illinois          | Viertelfinale   |

| Nr. | Spieler       | Erreichte Runde |
| --- | ------------- | --------------- |
| 09. | TCU           | Achtelfinale    |
| 10. | USC           | Viertelfinale   |
| 11. | Texas         | Achtelfinale    |
| 12. | Florida State | 2. Runde        |
| 13. | Florida       | Viertelfinale   |
| 14. | Oklahoma      | 2. Runde        |
| 15. | Michigan      | Achtelfinale    |
| 16. | Columbia      | Achtelfinale    |

## Herreneinzel
| Nr. | Spieler           | Erreichte Runde |
| --- | ----------------- | --------------- |
| 1.  | Martin Redlicki   | Halbfinale      |
| 2.  | William Blumberg  | Viertelfinale   |
| 3.  | Nuno Borges       | Halbfinale      |
| 4.  | Petros Chrysochos | Sieg            |
| 5.  | Patrick Kypson    | 2. Runde        |
| 6.  | Mikael Torpegaard | Viertelfinale   |
| 7.  | Borna Gojo        | Finale          |
| 8.  | Ryōtarō Matsumura | 1. Runde        |

| Nr.    | Spieler            | Erreichte Runde |
| ------ | ------------------ | --------------- |
| 9.–16. | Tom Fawcett        | 1. Runde        |
| 9.–16. | Brandon Holt       | Achtelfinale    |
| 9.–16. | Alexander Knight   | 1. Runde        |
| 9.–16. | Mazen Osama        | Viertelfinale   |
| 9.–16. | Alfredo Perez      | Achtelfinale    |
| 9.–16. | Constantin Schmitz | 2. Runde        |
| 9.–16. | Timo Stodder       | Viertelfinale   |
| 9.–16. | Aleksandar Vukic   | Rückzug         |

## Herrendoppel
| Nr. | Paarung                            | Erreichte Runde |
| --- | ---------------------------------- | --------------- |
| 1.  | Nuno Borges Strahinja Rakic        | Viertelfinale   |
| 2.  | William Blumberg Robert Kelly      | Viertelfinale   |
| 3.  | Jordi Arconada Juan Carlos Aguilar | 1. Runde        |
| 4.  | Johannes Ingildsen Alfredo Perez   | Viertelfinale   |

| Nr.   | Paarung                       | Erreichte Runde |
| ----- | ----------------------------- | --------------- |
| 5.–8. | Jack Jaede Laurens Verboven   | 1. Runde        |
| 5.–8. | Korey Lovett Eero Vasa        | Achtelfinale    |
| 5.–8. | Guillermo Nuñez Alex Rybakov  | 1. Runde        |
| 5.–8. | Preston Touliatos Luis Valero | 1. Runde        |

## Damenmannschaftsmeisterschaften
| Nr. | Spieler        | Erreichte Runde |
| --- | -------------- | --------------- |
| 01. | Vanderbilt     | Finale          |
| 02. | North Carolina | Achtelfinale    |
| 03. | Duke           | Halbfinale      |
| 04. | Georgia Tech   | Halbfinale      |
| 05. | Ole Miss       | Achtelfinale    |
| 06. | Texas          | Achtelfinale    |
| 07. | Georgia        | Viertelfinale   |
| 08. | Oklahoma State | 2. Runde        |

| Nr. | Spieler        | Erreichte Runde |
| --- | -------------- | --------------- |
| 09. | Florida        | 2. Runde        |
| 10. | South Carolina | Achtelfinale    |
| 11. | Texas Tech     | Viertelfinale   |
| 12. | UCLA           | Viertelfinale   |
| 13. | Pepperdine     | Achtelfinale    |
| 14. | Northwestern   | Achtelfinale    |
| 15. | Stanford       | Sieg            |
| 16. | Miami (FL)     | Achtelfinale    |

## Dameneinzel
| Nr. | Spieler                | Erreichte Runde |
| --- | ---------------------- | --------------- |
| 1.  | Bianca Turati          | 1. Runde        |
| 2.  | Makenna Jones          | 2. Runde        |
| 3.  | Estela Pérez Somarriba | Achtelfinale    |
| 4.  | Samantha Harris        | Rückzug         |
| 5.  | Gabriela Knutson       | Achtelfinale    |
| 6.  | Arianne Hartono        | Sieg            |
| 7.  | Ena Shibahara          | Achtelfinale    |
| 8.  | Fernanda Contreras     | Halbfinale      |

| Nr.    | Spieler             | Erreichte Runde |
| ------ | ------------------- | --------------- |
| 9.–16. | Anna Danilina       | Viertelfinale   |
| 9.–16. | Stacey Fung         | 2. Runde        |
| 9.–16. | Michaela Gordon     | 2. Runde        |
| 9.–16. | Paige Mary Hourigan | Achtelfinale    |
| 9.–16. | Katarina Jokić      | 1. Runde        |
| 9.–16. | Ashley Lahey        | Finale          |
| 9.–16. | Andrea Lazaro       | Halbfinale      |
| 9.–16. | Astra Sharma        | Viertelfinale   |

## Damendoppel
| Nr. | Paarung                          | Erreichte Runde |
| --- | -------------------------------- | --------------- |
| 1.  | Paige Mary Hourigan Kenya Jones  | Viertelfinale   |
| 2.  | Jessie Aney Alexa Graham         | 1. Finale       |
| 3.  | Emily Arbuthnott Michaela Gordon | 1. Runde        |
| 4.  | Erin Larner Madeline Lipp        | 1. Runde        |

| Nr.   | Paarung                        | Erreichte Runde |
| ----- | ------------------------------ | --------------- |
| 5.–8. | Alexa Bortles Arianne Hartono  | 2. Runde        |
| 5.–8. | Kelly Chen Samantha Harris     | Rückzug         |
| 5.–8. | Terri Fleming Jada Hart        | 1. Runde        |
| 5.–8. | Ellyse Hamlin Kaitlyn McCarthy | Halbfinale      |